# Kukarkin-Parenago-Beziehung
Die Kukarkin-Parenago-Beziehung beschreibt eine lineare Beziehung zwischen dem Logarithmus der mittleren Zyklenlänge und der mittleren Amplitude von Eruptionen der Zwergnovae. Die Beziehung ist benannt nach den beiden russischen Erstbeschreibern, Boris Wassiljewitsch Kukarkin und Pawel Petrowitsch Parenago.
Aus der Kukarkin-Parenago-Beziehung ist geschlossen worden, dass alle Zwergnovae unabhängig von ihrer Unterklasse einen identischen Ausbruchsmechanismus besitzen. Dieser wird heute als Scheibeninstabilitätsmodell beschrieben, wonach die Akkretionsscheibe in kataklysmischen Doppelsternsystemen einer zyklischen Änderung des Viskositätsparameters unterliegt. Nimmt die innere Reibung einen hohen Wert an, so heizt sich die Akkretionsscheibe auf und ihre Leuchtkraft steigt um einen Faktor 10 bis 1000 an. Dies wird als ein Ausbruch beobachtet, während bei geringerer innerer Reibung die Scheibe abkühlt und die Helligkeit auf einen Ruhewert abfällt.
Auch wiederkehrende Novae folgen zufällig der Kukarkin-Parenago-Beziehung. Ihr Ausbruchsmechanismus ist aber das explosive Zünden von Wasserstoffbrennen auf der Oberfläche eines Weißen Zwerges.